# Mnogokut
Mnogokut je dio ravnine omeđen zatvorenom izlomljenom linijom ili manje formalno dio ravnine omeđen ravnim dužinama koje možemo nacrtati a da ne podižemo olovku.
Izlomljena linija (istoznačnica: poligonalna linija) je unija od konačno mnogo različitih dužina u ravnini, zadanih u određenom poretku, tako da se jedan kraj svake dužine (osim zadnje) podudara s jednim krajem naredne dužine. Te dužine koje čine izlomljenu liniju nazivamo stranice, njihovi krajevi su njeni vrhovi, a s obzirom na dani poredak dužina i vrhova, prvi vrh prve dužine je početak, a drugi vrh posljednje dužine kraj izlomljene linije.
Izlomljenu dužinu nazivamo zatvorenom ako joj se početak i kraj podudaraju.
Za izlomljenu dužinu još kažemo da je jednostavna ako svaka njena točka leži ili samo na jednoj njenoj stranici ili samo na dvjema kojih je ta točka jedan kraj. Inače se linija zove samopresječna. Prema Jordanovom teoremu o jednostavnoj zatvorenoj krivulji (dovoljan je slučaj jednostavne zatvorene izlomljene linije), svaka jednostavna zatvorena izlomjena linija dijeli ostatak ravnine na dva dijela od kojih je jedan ograničen i zovemo ga unutarnjim i drugi je neograničen i zovemo ga vanjskim dijelom ravnine u odnosu na tu liniju,. 
Zatvorena izlomljena linija se još zove i jednodimenzionalni mnogokut ili kraće mnogokut. U geometriji se često pod pojmom mnogokut (poligon ili višekut) podrazumijevaju dvije različite stvari. Prvo, kao neka zatvorena izlomljena linija i drugo, ako je linija jednostavna, kao zatvoreno područje koji je unija izlomljene linije i unutarnje komponente njenog komplementa. Ako je polinomijalna linija jednostavna nekad se i jednodimenzionalni mnogokut naziva jednostavnim (mnogokutna kružnica), a inače nejednostavan ili zvjezdast.
Kod brojenja vrhova mnogokuta obično odbacujemo slučaj kad su dvije susjedne dužine pripadne poligonalne linije na istom pravcu, tako da spojimo te dvije dužine u jednu. 
Zbroj veličina svih unutarnjih kutova mnogokuta koji ima n vrhova iznosi (n – 2) • 180°:
Kn = (n – 2) • 180°.

## (Ne)konveksnost
Pored uobičajene definicije koja kaže da je konveksan onaj mnogokut kod kojeg skup točaka između bilo koje dvije točke mnogokuta također pripada mnogokutu, može se uočiti i jedna od formalnijih. Linija mnogokuta u ravnini se može zamisliti kao put po kojem se može kretati. Ako se prilikom kretanja po njoj smjer uvijek mijenja samo na lijevo ili samo na desno, mnoogokut je konveksan. U protivnom, mnogokut je konkavan ili vitoper.

## Pravilan mnogokut
Pravilan mnogokut je mnogokut čije su sve stranice jednake duljine i svi unutarnji kutovi jednaki. Pravilan mnogokut sadrži karakteristične trokute.
Karakterističan trokut pravilnom mnogokutu je jednakokračan trokut (kod šesterokuta je to jednakostraničan trokut) čiji su krakovi polumjeri opisane kružnice tom mnogokutu, a osnovica mu je stranica mnogokuta. Vrh trokuta nasuprot osnovice nalazi se u središtu opisane i upisane kružnice. Kut između krakova karakterističnog trokuta jednak je n/360°. Opseg karakterističnog trokuta jednak je 2R + a gdje je R duljina mnogokutu opisane kružnice, a duljina stranice mnogokuta. Površina mu je jednaka polovini umnoška visine na osnovicu i duljine osnovice.

## Podudarnost
Dva mnogokuta A i B podudarna su (kongruentna) ako postoji izometrija takva da je A = A1.
Vrhovi jednog mnogokuta preslikavaju se na vrhove drugog. Kod podudarnih mnogokuta svaka dva odgovarajuća kuta i svake dvije odgovarajuće stranice jednaki su. 
Dijagonale povučene iz kuta prvog mnogokuta i dijagonale povučene iz odgovarajućeg kuta drugog mnogokuta dijele te mnogokute na podudarne trokute.
Kod dva podudarna petokuta imamo:
AB =  A1B1
BC =  B1C1
CD = C1D1
DE =  D1 E1
EA = E1A1